# 光果棉毛葶苈
光果棉毛葶苈（学名：Draba winterbottomii var. stracheyi）是十字花科葶苈属棉毛葶苈的变种。分布在中国大陆的西藏等地，生长于海拔4,600米至4,900米的地区，多生于锦鸡儿灌丛中和河边砾石滩，目前尚未由人工引种栽培。